# Dominanta stylistyczna
Dominanta stylistyczna – podstawowy wyznacznik stylu utworu, określający jego budowę językową: dominantę należy uwzględnić przy analizie środków stylistycznych (np. wzniosłość w odzie, archaizacja w powieści historycznej).